# Katlego Mphela
Katlego Abel Mphela (ur. 29 listopada 1984 w Brits) – południowoafrykański piłkarz grający na pozycji napastnika.

## Kariera klubowa
Karierę piłkarską Mphela rozpoczął w klubie Jomo Cosmos z Johannesburga. W sezonie 2002/2003 zadebiutował w jego barwach w Premier Soccer League, ale po rozegraniu dwóch spotkań odszedł do francuskiego RC Strasbourg. Początkowo grał w rezerwach Strasbourga, ale pod koniec sezonu, 3 kwietnia 2004, zadebiutował w Ligue 1 w zremisowanym 1:1 wyjazdowym spotkaniu z Girondins Bordeaux. W sezonie 2004/2005 rozegrał 12 meczów w Ligue 1 i występował także w rezerwach Strasbourga. Latem 2005 przeszedł do drugoligowego Stade de Reims, ale grał tam tylko pół roku.
W 2006 roku Mphela wrócił do RPA i został piłkarzem klubu Supersport United z miasta Atteridgeville. W sezonie 2007/2008 wywalczył pierwszy większy sukces w karierze, gdy został mistrzem RPA. Latem 2008 odszedł z Supersport United i podpisał kontrakt z Mamelodi Sundowns, w którym grał w sezonie 2008/2009.
| Sezon   | Klub              | Kraj              | Rozgrywki             | Mecze | Bramki |
| ------- | ----------------- | ----------------- | --------------------- | ----- | ------ |
| 2002/03 | Jomo Cosmos       | Południowa Afryka | Premier Soccer League | 2     | 0      |
| 2003/04 | RC Strasbourg     | Francja           | Ligue 1               | 2     | 0      |
| 2003/04 | RC Strasbourg B   | Francja           | CFA                   | 14    | 5      |
| 2004/05 | RC Strasbourg     | Francja           | Ligue 1               | 12    | 0      |
| 2004/05 | RC Strasbourg B   | Francja           | CFA                   | 10    | 3      |
| 2005/06 | Stade de Reims    | Francja           | Ligue 2               | 5     | 0      |
| 2005/06 | Supersport United | Południowa Afryka | Premier Soccer League | 30    | 6      |
| 2006/07 | Supersport United | Południowa Afryka | Premier Soccer League | 13    | 6      |
| 2007/08 | Supersport United | Południowa Afryka | Premier Soccer League | 19    | 1      |
| 2008/09 | Mamelodi Sundowns | Południowa Afryka | Premier Soccer League | 18    | 3      |

## Kariera reprezentacyjna
W 2005 roku Mphela został powołany do reprezentacji RPA na COSAFA Cup 2005. 26 lutego tamtego roku zadebiutował w meczu tego pucharu, wygranym 3:0 z Seszelami, w którym strzelił dwa gole. W COSAFA Cup zdobył także bramkę w spotkaniu z Mauritiusem (1:0). W 2006 roku był w kadrze RPA na Puchar Narodów Afryki 2006, a w 2008 roku na Puchar Narodów Afryki 2008. W tym drugim strzelił jednego gola, w meczu z Tunezją. W 2009 roku w organizowanym przez RPA, Pucharze Konfederacji w meczu o 3. miejsce pomiędzy Republiką Południowej Afryki a Hiszpanią, strzelił dwa gole, lecz mimo to zwycięstwo odnieśli mistrzowie Europy wygrywając po dogrywce 3:2.